# Manhua Shijie
Manhua Shijie (xinès simplificat: 漫画世界, xinès tradicional: 漫畫世界, pinyin: Mànhuà Shìjiè, literalment 'Món Manhua') fou una revista apareguda a Hong Kong entre 1956 i 1964. Dirigida a joves i adults, fon el referent de les revistes satíriques de la ciutat als anys 50, amb els autors més populars i fent de llançadora per a nous artistes. El seu director fon Mak Ching, i se la considera la segona revista de còmics de Hong Kong, amb un antecedent del 1934.
Tenia periodicitat entre bimensual i mensual, publicant-se cada any uns 17 números. Incloïa manhua, històries curtes, cançons i fotografies. El contingut gràfic tenia influències americanes, però també un estil propi xinés, a banda d'experimentar en les portades.
Entre els artistes que hi publicaven hi havia Li Fanfu, Li Linghan, Chen Ziduo, Ou Qing, Huang Mao, Zheng Jiazhen, Cheng Ka-chun, Wong Chak, Wong Sze-ma, Wu Shu-yu, Heung-shan A Wong, Mak Ching, Sum Sanlong i Hui Guan-man, que seria el creador de la sèrie més famosa del còmic de Hong Kong als seixanta, Cai Shu. A partir del 1961, alguns dels col·laboradors crearen el setmanari en format tabloide Manhua Zhoubao, que seria la primera de les moltes publicacions barates aparegudes arran de l'èxit de Manhua Shijie.
Entre 2005 i 2016 es publicà a Mongòlia Interior una publicació amb el mateix nom i cap relació amb l'original.